# Nun Monkton
Nun Monkton is een civil parish in het bestuurlijke gebied Harrogate, in het Engelse graafschap North Yorkshire met 173 inwoners.

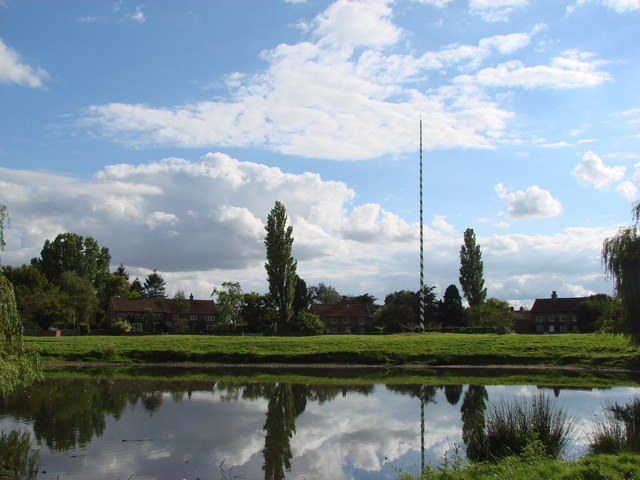
De meiboom van Nun Monkton behoort tot de grootste van Groot-Brittannië.